# Алмофала (Фигейра-де-Каштелу-Родригу)
Алмофала (порт. Almofala) — район (фрегезия) в Португалии, входит в округ Гуарда. Является составной частью муниципалитета Фигейра-де-Каштелу-Родригу. По старому административному делению входил в провинцию Бейра-Алта. Входит в экономико-статистический субрегион Бейра-Интериор-Норте, который входит в Центральный регион. Население составляет 250 человек на 2001 год. Занимает площадь 29,86 км².